# Domowina
Domowina (dolnolužickosrbsky Zwězk Łužyskich Serbow z.t., hornolužickosrbsky Zwjazk Łužiskich Serbow z.t.) je lužickosrbská národní a kulturní organizace, která zastřešuje řadu lužickosrbských spolků.

## Historie
Organizace byla založena 13. října 1912 ve městě Wojerecy z iniciativy Arnošta Barta, který se stal v roce 1913 i jejím prvním předsedou. V roce 1937 byla organizace nuceně rozpuštěna, k jejímu obnovení došlo 10. května 1945 v Chrósćicy. Dnes působí Domowina v řadě míst Lužice a dělí se na několik žup. Jejím sídlem je „Srbský dům“ v Budyšíně, kde se nachází i stejnojmenné nakladatelství. To má svoji tradiční prezentaci každý rok na pražském knižním veletrhu Svět knihy. Od roku 2011 je předsedou organizace Dawid Statnik.